# Hóa thạch Đại Lệ
Hóa thạch Đại Lệ hay hộp sọ Đại Lệ, người Đại Lệ (tiếng Hoa: 大荔人, Đại Lệ nhân; tiếng Anh: Dali Man), là một hộp sọ hóa thạch gần như hoàn chỉnh của một nam thanh niên.
Hóa thạch được Lưu Thuận Đường (刘顺堂) phát hiện vào năm 1978 tại huyện Đại Lệ, Vị Nam, tỉnh Thiểm Tây, Trung Quốc. Hộp sọ Đại Lệ hiện đang được trưng bày tại Viện Cổ sinh Động vật có xương sống và Cổ nhân loại học Trung Quốc ở Bắc Kinh, Trung Quốc . Tuy nhiên việc tiếp cận di chỉ tại huyện Đại Lệ hiện đang bị hạn chế.
Người Đại Lệ có thể đại diện cho một dạng sơ khai của Homo sapiens cổ xưa, sống vào hậu kỳ thế Pleistocen giữa. Nó có thể ở vào khoảng thời gian giữa người Bắc Kinh và người Đinh Thôn (tiếng Hoa:丁村人, Đinh Thôn nhân, tiếng Anh: Dingcun Man), và do đó đóng vai trò then chốt trong việc hỗ trợ thuyết cho rằng con người hiện đại đã phát triển từ Homo erectus không chỉ ở châu Phi mà còn ở một số vùng của thế giới, tức thuyết Nguồn gốc đa vùng của người hiện đại, là thuyết trong số những người chủ trương có nhiều nhà nghiên cứu Trung Quốc .

## Định tuổi
Việc định tuổi hộp sọ là một chủ đề còn tranh cãi. Các định tuổi theo chuỗi urani thực hiện cho các răng bò ở di chỉ cho ra tuổi 209 ± 23 Ka . Tuy nhiên bản chất của mối liên hệ giữa xương sọ người và các răng bò này vẫn còn chưa chắc chắn . Hóa thạch này được coi là hộp sọ hoàn thiện nhất của thời kỳ đó được tìm thấy ở Trung Quốc .